# На стройке МТС и совхозов
«На стройке МТС и совхозов» (укр. На будівництві МТС і радгоспів) — радянський художньо-ілюстрований щомісячний журнал, що виходив у видавництві «Образотворче мистецтво» протягом 1934—1937 років. Спеціалізувався на пропаганді досягнень радгоспного і колгоспного будівництва.
Виділився як самостійне видання журналу «СРСР на будівництві». Відповідальним редактором став член редколегії «СРСР на будівництві» С. Б. Урицький. До редколегії нового журналу увійшли О. П. Карпінський, Б. Ф. Малкін, Ф. І. Панферов. Найближчими співробітниками були Максим Горький, П. П. Крючков, А. Б. Халатов.
Журнал засобами фотонарису і фоторепортажу пропагував «кращі зразки чесної роботи в колгоспі, кращі зразки організаторської діяльності в МТС і радгоспах, кращі досягнення в галузі підняття сільського господарства, культури та побуту колгоспів і радгоспів». Друкувався на високосортному папері способом мецо-тинто і кольорового офсету.
Перший номер вийшов у липні 1934 року. Журнал закрили на третьому номері за 1937 рік.